# Lost Society
Lost Society – fiński thrash metalowy zespół, założony w 2010 roku w Jyväskylä przez Samy'ego Elbannę, do którego dołączyli Mirko Lehtinen, Ossi Paananen oraz Arttu Lesonen. W 2011 roku powstało pierwsze demo zespołu pt. Lost Society, zaś dwa lata później drugie, zatytułowane Trash All Over You. W 2012 roku grupa zwyciężyła najpierw w lokalnych, a potem także w krajowych eliminacjach do Global Battle Of the Bands, dzięki czemu 9 grudnia 2012 mogła wystąpić na koncercie finałowym w Londynie. Pod koniec października Lost Society podpisało umowę z niemiecką firmą fonograficzną Nuclear Blast. 15 marca 2013 roku zespół wydał swój debiutancki album pt. Fast Loud Death.

## Muzycy
- Samy Elbanna – wokal prowadzący, gitara (od 2010)
- Arttu Lesonen – gitara (od 2010)
- Mirko Lehtinen – gitara basowa (od 2010)
- Ossi Paananen – perkusja (od 2010)

## Dyskografia
- Lost Society (demo) (2011)
- Trash All Over You (demo) (2013)
- Fast Loud Death (2013)
- Terror Hungry (2014)
- Braindead (2016)